# 대논리학
대논리학(『철학강요』-『Enzyklopädie der Philosophischen Wissenschaften Im Grundriss』-에 나오는 축약 형태의 논리학을 소논리학이라고 부르며, 이와 구별하여 단독 저작으로서의 논리학을 대논리학이라고 칭함.)은 철학자 게오르크 빌헬름 프리드리히 헤겔(1770-1831)이 두 권에 걸쳐 내놓은 저작으로, 1812년에서 1816년 사이 뉘른베르크에서 처음 출간되었다. 정신현상학에 기반을 두어 발전시킨 것으로 고대 로고스 철학의 연장선으로서의 존재론-형이상학적인 논리학이 전개된다. 이 논리학은 또한 존재신학이기를 추구한다. 
이 저작은 가장 영향력 있는 근대 철학 저작 중 하나로 꼽히며, 특히 프랑크푸르트 학파의 네오맑시즘과 철학적 해석학, 그리고 변증법적 유물론에 큰 역할을 하고 있다. 오늘날까지도 많은 철학자들, 예컨대 쇠렌 키에르케고르, 브루노 리브룩스나 디이터 하인리히 등과 같은 이들이 대논리학의 내용을 심도있게 천착하고 있다.

## 1. 헤겔 논리학의 특징
헤겔은 논리학에서 정신현상학을 통해 획득된 “학적인 관점”을 전제로 삼는다. 이 관점은, 논리적인 규정(범주)들이 고전 형이상학에서 그러하듯 그저 주관으로부터 독립적인 현실의 규정으로 파악되어서도, 칸트 철학에서처럼 순전한 주관적인 내용으로도 파악되어서는 안 된다는 것을 보여준다. 오히려 논리적 규정들은 주관과 객관의 통일로서 파악되어야 한다.
논리학의 과제는, 순수 사유를 자신의 구체적 의미 속에서 드러내는 것이다. 논리학은 고전 철학의 분과들인 논리학과 형이상학을 대체하여 순수 사유의 현현과 절대의 이념이라는 양 체계를 서로 통일시켜야 한다. 헤겔에 따르면 논리적인 내용규정은 존재론적인 성격 역시 지닌다. 다시 말해 논리적 내용규정은 그저 의식의 내용일 뿐 아니라 동시에 세계의 내면으로서 파악되어야 하는 것이다.
헤겔의 관심사는, 범주의 유래를 체계적으로 도출하고, 그것의 필연성을 제시하는 것이다. 이를 위한 결정적인 수단은 변증법의 원리를 드러내는데, 헤겔은 이 변증법의 원리가 논리적 규정의 본성에서 스스로 정초된다고  보았다. 그래서 헤겔은 이러한 방식으로 모든 범주들이 “총체성이 있는 하나의 체계”로서 온전히 도출될 수 있다고 확신했다. 
논리학은 객관적 논리학 –존재론과 본질론-, 그리고 주관적 논리학-개념론-으로 나뉜다.

#### 1.1. 존재론

##### 질
헤겔에게 있어 논리학의 시작은 “순수한 직접성”으로 특징지워지는 개념에 의해 구축되어야 한다. 이것은 어떠한 규정으로부터도 도출된 것이 아닌 ‘있음(有)’이라는 개념으로 드러난다. 그러나 모든 여타의 차별화가 포기되기 때문에 존재라는 것의 규정은 온전히 무내용적이 된다. 그리하여 유에게는 ‘무, 그보다 더도 덜도 아닌 무’라는 규정이 생겨난다. 무보다 덜하지 않다는 말은 이 무라는 것이 결국 하나의 사유 규정, 사유된 것이라는 것이다.
시원의 순수한 직접성은 오직 유와 무라는 두 가지의 대립되는 규정을 통해 표현될 수 있다. 양 개념은 서로에게 이행한다. 이 상호 이행이 스스로 하나의 새로운 범주인 ‘생성’을 낳는다. ‘생성’ 속에서 유와 무라는 두 규정들은 내포되고, 양자는 생성 안에서 교호적으로 상호 이행한다.
생성의 통일성을 통해 매개된 하나의 존재가 사유될 때, 생성된 존재라는 규정, 즉 현존재라는 규정이 생겨난다. 그러나 현존재의 발생은 무라는 것 역시 현존재를 통해 인식될 수 있음을 요구한다. 이러한 점 위에서 현존재는 ‘다른 어떤 것’에 대립하여 존재하는 ‘어떤 것’으로 나타난다. 어떤 것은 오직 다른 어떤 것과 구별될 때 파악될 수 있다. - 헤겔이 인용한 스피노자의 구절에는 다음과 같은 문장이 나온다. : “Omnis determinatio est negatio” (모든 규정은 부정이다.)
모든 규정은 하나의 한계설정이며, 각각의 한계에 그 너머에 현존하는 ‘어떤 것’이 귀속된다. 특정한 경계를 사유한다는 것은, 경계 없는 것을 사유한다는 뜻이기도 하다. 유한한 것에 대한 사유와 마찬가지로 무한한 것에 대한 사유도 주어진다.  “유한한 것”이 “무한한 것”의 “다른 어떤 무엇”이듯이 무한한 것은 유한한 것의 “타자”이다.
그러나 헤겔에게서 무한한 것은 유한한 것들에 단순히 대립될 수 있는 것은 아니다. 만약 그렇다면 무한한 것은 유한한 것의 한계가 되며, 그로써 스스로를 한계 짓고 유한한 것이 될 것이다. “참된 무한”은 오히려 다음과 같이 사유되어야 한다. 다시 말해 “그것은  무한자와 유한자의 통일로서, 즉 그 무한자가 자기 스스로와 유한자를 같이 포섭하는 무한자인 통일로서  사유되어야 한다.
헤겔은 이러한 통일을 범신론적으로 파악하려 하지 않는다. 왜냐하면 이 통일은 그저 무차별적인 통일이 중요한 것이 아니라 오히려 유한한 것이 본질적으로 무한한 것을 존립 근거로 삼게 되는 그런 것이기 때문이다. 그는 이것을 ‘참된’, 혹은 ‘긍정적인 무한’이라고 부른다. 참된 무한은 그저 여러 규정의 경계를 넘나드는 끝없는 과정을 반복하고, 한계 너머로 나가기만 하고 다시 되먹임하지 못하는 나쁜 무한과는 구별된다. 
유한자 역시 이러한 반조를 통해 정립된다; 이 반영은 무한자와의 매개의 산물이며 ‘대자존재’로서의 유한자를 산출한다. 이 대자존재라는 범주를 통해 헤겔은 ‘질’의 또 다른 항목을 통해 또 다른 내용규정을 전개한다. 어떤 것이 대자적일 때 그것은 일자(一者)이다. 이 일자가 타자로서의 다른 일자와 매개될 때 그 타자 역시 일자로 관찰된다. 그리하여 일자로부터 다수 개념인 ‘일자들’이 등장한다. 일자들은 서로로부터 구별되어 있으나, 마찬가지로 서로에게 관계지어져 있으니, 헤겔은 이것을 반발과 견인이라고 부른다. 동일한 일자들의 다수성이 ‘양’이라는 개념으로 이어진다.

##### 양
질과 양의 결정적인 차이는, 양의 변화 속에서 양이 달라지는 것의  동일성은 그대로 유지된다는 것이다. 사물은 그것이 커지든 작아지든 있는 그대로 여전히 존재한다.
헤겔은 순수량/무규정적 양과 규정적 양/정량을 구분한다. 공간 일반이라는 것 역시 순수량의 일례이다. 만일 누군가 특정한 범위의 공간을 말한다면, 그것은 정량으로서의 예이다.
견인과 반발이라는 두 개념은 양의 범주에 이르러 지양되어 연속성과 불연속성(분리)의 두 계기가 된다. 이 두 개념들 역시 서로를 전제로한다. 연속성이라는 것은 ‘어떤 것’이 끊임없이 계속된다는 것이다. 이 어떤 것은 당연히 다른 어떤 것으로부터 ‘분리’된 어떤 것이다. 역으로 불연속성의 개념 역시 연속성을 전제로 한다; 우리가 분리할 수 있을 때에는 분리되지 않은 어떤 것이 거기에 존재하며, 그리고 그 어떤 것으로부터 분리된 것이 분리되었다는 전제를 통해서만 가능하다. 
정량은 특정한 크기에서 비롯하는 것으로, 항상 하나의 수를 통해서 표현된다. 수의 개념은 따라서 정량의 범주에 속한다. 하나의 수는 두 계기를 갖고 있다. : 그것은 특정한 것 혹은 총체로서의 수이다. 단위(단일체)들의 총합으로서의  수라는 개념은 분리의 개념을 포함하며, 단위(단일체)라는 개념은  반대로 연속성을 포함한다.
정량은 내연량이나 혹은 외연량으로서 존재할 수 있다. 내연적 크기는, 예컨대 색에 대한 지각이나 열에 대한 감각은 정도(Grad)의 개념의 도움을 받아 특징지어질 수 있는데, 정도는 그 크기에 따라 많거나 적은 강렬도(Intensität)를 가지는 것이다. 외연량, 예컨대 너비나 부피는 정도도 없고 강렬도도 없다. 외연량은 설정되는 형(型, Maß, 척도)에 따라 결정된다. 반면에 내연량은 자기외적인 척도에 의해 규정될 수 없다. 모든 내연량이 외연량으로 환원될 수 있다는 물리학적인 이론은, 헤겔에 의해 부정된다.

##### 형(型, Maß, 도량, 척도)
형(型)은 질과 양의 통일을 다룬다. 헤겔은 직관적인 예를 통해 이 통일을 설명한다. 물의 온도의 양적인 변화는 물의 상태의 질적 변화로 이어진다. 물은 얼거나 수증기가 된다. 그리하여  측정 조건에 따라 상태는 달라지나 근간에 자리하며 무차별적인 기저(실체, Substrat)에 대한 규정이 등장한다. 기저(실체)와 상태에 따라서 구분되는 이 무엇에 대한 사상은 논리학의 두 번째 부분인 본질론으로 이어진다.

#### 1.2. 본질론
본질론은 논리학에서 가장 어려운 부분으로서  헤겔에 의해 여러 차례 수정되었다. 여기서 헤겔은 다른 두 권들(존재론과 개념론)이 그러했던 만큼 철학적 전통에 의지할 수 없었다. 칸트의 ”초월적 논리학“이 가장 큰 영향을 행사했으며, 헤겔은 초월 논리학의 요소들(양상범주, 관계범주, 반성개념과 이율배반)을 새로운 관계맺음을 통해 일관적으로 도출하고자 하였다.

##### 본질의 개념
헤겔은 본질의 개념을, 그가 글자 그대로 ‘내면화함’, ‘자기내로의 이행’으로 이해한 ‘상기’(Erinnerung)를 통해 규정한다. 그는 존재의 외적인 직접성으로부터 더 깊은 곳에 자리하여, 본질에 도달하기 위해 존재의 외피를 관통해야 하는 구를 묘사한다. 본질의 논리적 규정들은 존재의 그것들과는 구분된다. 존재논리학적인 범주와 구별되게 본질논리학은 우선 양항관계로 나타나며, 자신의 규정성을 각 단계에서의 타자와의 관계를 통해 유지한다.  예컨대 본질적인 것과 비본질적인 것, 동일성과 차이, 긍정과 부정, 근거와 근거지어진 것, 형상과 질료, 형식과 내용, 제약된 것과 무제약자 등의 관계를 통해 그러하다.

##### 모순
헤겔은 ‘반성규정’, ‘동일성’, ‘차이’, ‘모순’, 그리고 ‘근거’에 대한 논의로 시작한다. 그는 반성규정들을 그들 상호간의 관계 속에서 분석하고, 그들이 상호대립적인 고립 속에서는 진리로 이어지지 않는다는 것을 보인다. 가장 중요한 반성규정은 ‘모순’의 반성규정이다. 헤겔은 모순이 칸트에서와 같이 주관적 반성의 책임으로 떠밀려서는 안 된다는 것에 큰 중점을 둔다. 이는 (주관에게 책임을 전가하는 칸트적 방식은) 사물들에 대해서 ”너무 지나친 부드러움“을 허용하는 것을 의미할 것이기 때문이다. 오히려 모순은 사물 자체에 깃들어 있다. 모순이 ‘모든 자기 운동의 원리’이며, 그로 인해 모든 운동 속에 현존한다.
모순의 원리는 외적인 운동에만 유효한 것이 아니라 모든 살아있는 것들의 근본원리이다.: ‘현존하는 무엇은 따라서 그것이 자기 내에 모순을 내포하는 한에서만 살아있으며, 더 정확히 말하자면 이 힘은 결국 모순을 자기 안에서 붙잡고 보존하는 힘이다. - 그렇지 않으면 그 무엇은 모순 속에서 몰락한다.
이 원리는 특히 사유 영역의 원리에서 유효하다.: “사변적 사유는 오직 사유가 모순을 자기 내에 굳건히 붙잡고 있다는 사실에 그 본질이 있다.” 헤겔에게 있어서 모순은 논리적, 자연적, 그리고 정신적인 현실의 전적인 구조이다.

##### 현상
본질논리학의 두 번째 장인 ‘현상’에서, 헤겔은 칸트와 물자체의 문제에 대해 명확하게 차별화한다. 헤겔의 의도는 그저 물자체와 현상의 차이를 해소하는 것뿐 아니라, 현상으로부터 물자체의 진리를 설명하는 것이기도 하다.: “현상은 물자체이며, 혹은 그것의 진리이다,”
즉자적으로 있는 것은, 헤겔에 따르면 어디서도 자신의 현상을 통해 모습을 드러내지 않고, 따라서 이면에서 즉자태의 왕국을 쌓아올리는 것은 무의미하다. 현상은 물자체, 그리고 직접적 실존이라는 양자보다 “더 높은 차원의 진리”이며, 그것은 현상이 “본질적인 것이며 그에 반해 직접적 실존은 아직 비본질적인 상태의 현상일 뿐이기 때문”이다.

##### 현실성
세 번째 장인 현실성에서 헤겔은 논리, 형이상학 전통의 중심 이론들을 논한다. 하나의 중심 주제는 스피노자의 절대자 개념의 분석이다. 
헤겔은 절대자 안에서 “본질과 실존 또는 존재 일반의 모든 규정이 나타나고, 반성이 해소된다”고 보는데, 절대자는 단순히 무규정적인 무언가로 이해되면 안 되기 때문이다. 만약 절대자가 오직 모든 술어의 부정에 불과하다면, 그것은 그저 공허할 것이다. - 그것이 반대로 정녕 순전히 모든 것의 충만함으로서 사유되어야 함에도 말이다.
이제 사유는 절대자로부터 외면적인 반성으로서 대립항으로서 이해될 수는 없는데, 왜냐하면 곧 절대자의 개념은 이를 통해 지양되기에 이르기 때문이다. 따라서 절대자의 해명은 그에게 외면적인 반성에서 이루어지는 것이 아니라 오히려 절대자 자신의 해명이어야 한다.: “사실 절대자의 해명은 절대자 자신의 행위이며, 자기에게 도달하는 것과 마찬가지로 자기 자신으로부터 시작한다.”

#### 1.3. 개념론
대논리학의 세 번째 권에서는 “개념”의 논리학을 주관성, 객관성, 그리고 이념의 세 장으로 나누어서 전개해나간다.

##### 주관성
주관성 장에서 헤겔은 개념과 판단, 추리에 대한 고전적인 이론을 다룬다. 헤겔은 개념의 개념을 설명하기 위해 자아의 본성을 상기한다. 개념과 자아에는 구조적인 유사성이 있다.: 개념과 마찬가지로 자아 역시 “스스로 자기와 관계하는 통일체이며, 직접적이지 않고 오히려 모든 규정성과 내용으로부터 추상되어 자기자신과의 제약 없는 일치의 자유로  복귀하면서 그러하다.”
헤겔의 ‘개념’이라는 용어의 사용은 통상 사람들이 “개념”으로 이해하는 용어의 그것과는 구분된다. 헤겔에게 개념은 경험적 내용에 무관심한 추상이 아니라 오히려 구체적인 것이다. 개념의 본질적 계기는 “부정성”을 드러낸다. 헤겔은 통상적인 개념에 대한 이해에 기반을 두는 절대적 동일성의 관념을 거부하는데, 왜냐하면 그에게 있어 동일성의 개념은 필연적으로 차이의 개념을 내포하기 때문이다.
헤겔의 ‘개념’은 세 계기를 가지고 있다: 보편성, 특수성(분리된 존재), 개별성(개별존재). 부정한다는 것은 규정하고 한계짓는 것을 뜻한다. 보편적인 것의 부정의 결과는 분리된 것(특수성)이며, 이 부정의 부정(따라서 특수성의 부정)의 결과는 보편적인 것과 동일한데, 왜냐하면 특수성이 본래의 통일로 돌아가서 개별성으로 화하기 때문이다.
헤겔에게 개념은 보편자와 개별자의 통일이다. 이 통일은 개별자가 주어(S, das Subjekt)이고 보편자가 술어(P, das Prädikat)인 ‘주어는 술어이다.’라는 판단에서 명료해진다.
헤겔에 따르면 명제도 판단이 되지 않은 채 판단의 문법적인 형식을 지닐 수 있다. 그리하여 ‘아리스토텔레스는 115번째 올림피아드의 4번째 해에 73세의 나이로 죽었다.’라는 명제는 판단이 아니다. 이 명제는 판단의 구문을 보이지만, 보편적 개념을 개별적인 것과 연결하고 있지 않으며 그리하여 판단의 논리적 요구를 충족하지 못한다. 그럼에도 불구하고 상술한 명제는, 말하자면 누군가가 아리스토텔레스가 몇 년에 죽었는지 혹은 몇 살에 죽었는지 의심하고,  여기서 다루어지는 명제에 의해 그 의심을 멈춤이 표현될  경우에 판단이 될 수 있다.
유스투스 하르트나크(Justus Hartnack)에 따르면 이는 사실 헤겔이 사실적으로 명제와 그것의 사용의 분석적 구분을 공식화하지 않은 채, 그 분석적 구분을 행하였음을 의미한다. 그 바로 같은 명제는 명령법으로, 경고나 위협으로, 요청으로 전환될 수 있다. 추리론에서는 판단과 개념의 통일이 일어난다. 헤겔은 다음과 같은 예시를 관찰한다. (논리학 2권 383절)
모든 사람은 죽는다 (특수 ⇨ 보편)
카이오 교황은 사람이다 (개별 ⇨ 특수)
따라서 카이오 교황은 죽는다 (개별 ⇨ 보편)
‘사람’이라는 것은 여기서 특수한 개념(특수자)이며, 카이오 교황은 개별적 개념(개별자), 죽는다는 것이 보편적 개념이다. 그 결과로 개별적 주어와, 보편적 혹은 일반적 술어, 그러니까 ‘카이오 교황은 죽는다’에서의 술어와의 통일인 것이다.

##### 객관성
헤겔에게 있어서 대상의 개념은 주체의 개념과 필연적인 관계를 맺는 한에서 그렇게 이해된다. 그렇기 때문에 대상의 개념 역시 “논리의 학”의 대상이다. 헤겔의 철학적 분석은 점차 “역학”에서 “화학”을 거쳐 “(유기체로서의) 목적론적”인 대상 고찰방식으로 이어진다. 목적론적인 대상 속에서 이 과정은 목적으로 이어지고, 이 목적은 그 자체가 타자와 다를 수 없다. 목적 속에서 주관성은 그 스스로 객관화한다. 헤겔은 주관성과 객관성의 이 통일을 이념이라고 부른다.

##### 이념
이념의 개념에서  존재논리학과 본질논리학의 모든 규정들은 개념의 논리학의 규정들이 그러하듯이 “지양된다”. 이념이 진리이다; 이념은 논리학이 존재의 논리적 구조 위에서 내보인 모든 과정과 동일하다. 이념 속에서 모든 범주들은 통합된다; 이념과 함께 소위 개념의 운동은 끝난다.
헤겔은 이념의 세 측면을 구분한다. : 생, 인식, 그리고 절대이념.
생에서 이념은 영혼과 육체의 통일로서 이해될 수 있다. 영혼이 처음에 유기체를 그러한 유기체로 만든다. 유기체의 다양한 부분들은,그들의 존재양식이며, 오직 그들과 유기체로서의 통일체와의 관계에 근거해서만 존재한다.
(진리와 선의) 인식에서 인식 주체는 주어진 대상에 대한 앎을 얻으려고 추구한다. 인식의 대상은 그러면서 동시에 주체와 상이하며 동일하다.
마지막으로 철학적 사유의 절정으로서의 절대적 이념에서 의식은 주관적인 것과 객관적인 것의/즉자적인 것과 대자적인 것의 동일성을 파악한다. 주체는 스스로를 객체로서 인식하고 객체는 따라서  주체이다. 